# Peter Merian

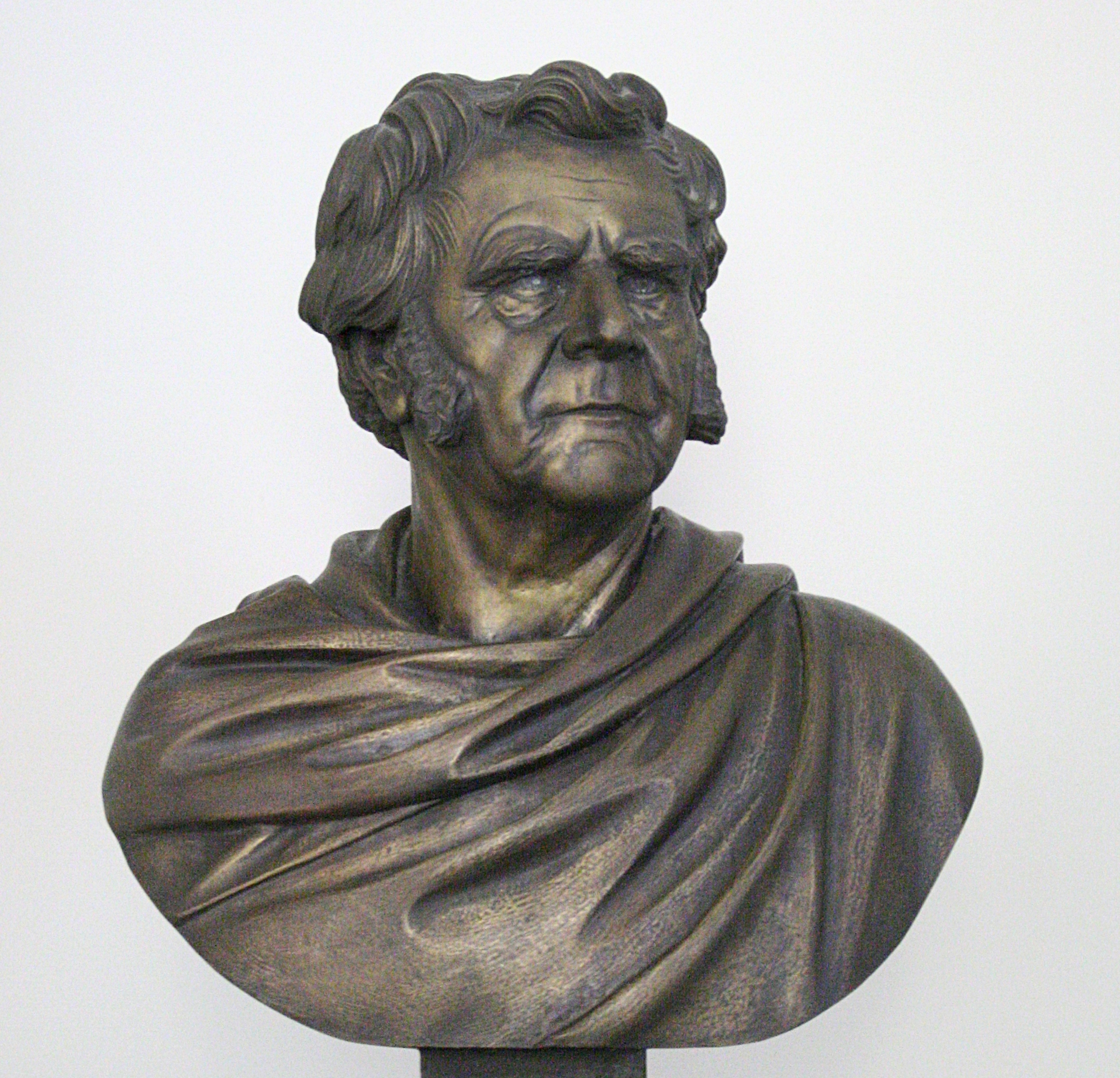
Popiersie Petera Meriana w Muzeum Historii Naturalnej w Bazylei

Peter Merian (ur. 20 grudnia 1795 w Bazylei, zm. 8 lutego 1883 tamże) – szwajcarski geolog i paleontolog.

## Życiorys
Studiował nauki ścisłe na Uniwersytecie w Bazylei, Uniwersytecie Genewskim oraz na Uniwersytecie w Getyndze (1815–1817), gdzie studiował geologię pod kierunkiem niemieckiego mineraloga Johanna Friedricha Ludwiga Hausmanna. W Getyndze zaprzyjaźnił się z Bernhardem Studerem.
Po uzyskaniu doktoratu kontynuował naukę w Paryżu do 1819 roku, Po czym wrócił do Bazylei i rozpoczął badania geologiczne szwajcarskiej Jury. W 1820 roku został mianowany profesorem fizyki i chemii w Bazylei, a w następnym roku został dyrektorem Muzeum Historii Naturalnej w Bazylei. Od 1835 do 1861 był profesorem honorowym geologii i paleontologii w Bazylei, gdzie trzykrotnie pełnił funkcję rektora uniwersytetu. W 1838 i 1856 był prezesem Szwajcarskiego Towarzystwa Nauk Przyrodniczych (Schweizer Naturforschenden Gesellschaft).
Oprócz badań naukowych w szwajcarskiej Jurze, prowadził również szeroko zakrojone badania geologiczne Schwarzwaldu. W swojej karierze zgromadził imponującą kolekcję skamieniałości i opracował schematu klasyfikacji amonitów.

## Wybrane dzieła
- Uebersicht der Beschaffenheit der Gebirgsbildungen in den Umgebungen von Basel: mit besonderer Hinsicht auf das Juragebirge im Allgemeinen, 1821 – przegląd formacji górskich w okolicach Bazylei ze szczególnym uwzględnieniem Jury.
- Uebersicht des Zustandes unserer Kenntniss der Naturkunde des Kantons Basel, 1826 – historia naturalna kantonu Bazylei.
- Geognostische Uebersicht des südlichen Schwarzwaldes, 1831 – przegląd geognostyczny południowego Schwarzwaldu.
- Mittel und Hauptresultate aus den meteorologischen Beobachtungen in Basel von 1826 bis 1836, 1838 – środki i główne wyniki obserwacji meteorologicznych w Bazylei w latach 1826–1836.
- Ueber die Theorie der Gletscher, 1843 – teoria lodowców.